# Dina Rodrigues
Dina Rodrigues (Nazaré, 12 januari 1981) is een Portugese zangeres die reeds een tiental jaar woonachtig is in België. 
Reeds op zeer jonge leeftijd was Rodrigues gepassioneerd door muziek. Ze volgde populaire zang bij een zanglerares en kwam langs deze weg terecht bij de groep "Hoje Canto Eu" wat betekent "Vandaag Zing Ik". Met deze groep kon ze werken voor radio Benedita en deed zo veel ervaring op. In 2001 verhuisde Rodrigues naar België. Hier besloot ze zich in te schrijven in de popacademie voor een stage zanglessen, expressie en dans. In februari 2006 deed Rodrigues audities bij RCP MusicProductions uit Roeselare, dit was niet zonder succes want Rodrigues werd onder contract genomen.
Dina werd op 20 oktober 2006 uitgenodigd te Fatima voor het 14de Gala van radio Central FM. Rodrigues was een van de genomineerden en won de prijs van beste nieuwkomer voor 2006. De show kwam op de nationale televisie van Portugal.
Haar eerste single, Uma casa Portuguesa, werd uitgebracht op 21 november 2006. 